# Masatoshi Kohara
Masatoshi Kohara, jap. 小原雅俊 (ur. w 1940 w Japonii) – japoński tłumacz z języka polskiego, profesor na Tokijskim Uniwersytecie Studiów Międzynarodowych.

## Dydaktyka
W latach 1994–1998 wykładał na polonistyce jako specjalista od historii i kultury Żydów w Polsce, kierownik Katedry Nauk Społecznych. 
Na zajęciach wykorzystywał polski podręcznik ze swoimi objaśnieniami „Uczymy się polskiego”. Do 2003 prowadził trzy seminaria: z nauk społecznych lub historii i kultury żydowskiej. W 2003 wraz z przejściem na emeryturę, seminarium Kohary zostało zamknięte.  
Centrum Kultury Asahi (Asahi Culture Center) zatrudnia go jaki nauczyciela na dwu- lub trzypoziomowym kursie języka polskiego.  

## Tłumaczenie
- Stanisław Lem, Solaris, 1968.
- Masatoshi Kohara, Risako Uchida, Zwierzoczłekupiór Tadeusz Konwicki, 1975.
- Stanisław Lem, Eden, 1980.